# Bicep (groupe)
Pour les articles homonymes, voir Bicep.
Bicep est un groupe britannique de musique électronique, originaire d'Irlande du Nord.  Formé en 2008, il est composé des artistes Andrew Ferguson et Matthew McBriar, tous deux originaire de Belfast.

## Histoire
Le duo Bicep, composé d'Andrew Ferguson et Matthew McBriar, se forme en 2008 à Londres pour produire des morceaux et mixer. Ses membres, qui se connaissent depuis l'enfance, créent le blog Feel My Bicep, qu'ils utilisent pour poster des éditions rares et oubliées de disco, Chicago house, techno de Détroit et Italo disco,. Vers 2010, à mesure que le blog croit en notoriété, le groupe commence à se produire sur scène puis à jouer ses propres compositions. En 2011, les membres abandonnent leurs emplois dans la publicité et le design pour se consacrer pleinement à leur activité artistique et se donnent un an pour réussir.
Leurs premier morceaux sortent sur les labels Throne of Blood, Traveller Records et Mystery Meat avant de rejoindre Aus Music de Will Saul. Ils créent finalement leur propre label Feel My Bicep en septembre 2012. Cette même année, le duo reçu le prix « meilleure révélation DJ britannique » du DJ Mag. En 2014, le groupe s'installe dans un nouveau studio à Shoreditch. 
En 2015, le duo se produit pour la première fois en festival à l'AVA de Belfast, enregistré par Boiler Room. En 2017, ils signent chez Ninja Tune et sortent un premier album éponyme, Bicep, qui se classe à la 20e place des Charts britanniques. L'album est salué par la critique, notamment par Pitchfork, The Guardian, Resident Advisor et Mixmag.
Le 6 octobre 2020, le groupe annonce la sortie de son deuxième album Isles sur le label Ninja Tune le 22 janvier 2021. Depuis l'annonce, les singles Apricots, Atlas et Saku sont d'ores-et-déjà sortis.

## Discographie

### EP
| Titre          | Label           | Année |
| -------------- | --------------- | ----- |
| Silk EP        | Throne of Blood | 2011  |
| Vision of Love | Feel My Bicep   | 2012  |
| You/Don't EP   | Aus Music       | 2012  |
| Stash EP       | Aus Music       | 2013  |
| Circles EP     | Aus Music       | 2014  |
| Lyk Lyk EP     | Feel My Bicep   | 2014  |
| Just EP        | AUS Records     | 2015  |
| Aura           | Ninja Tune      | 2017  |
| Glue           | Ninja Tune      | 2017  |
| Vale           | Ninja Tune      | 2017  |
| Rain           | Ninja Tune      | 2018  |

### Singles
| Titre                                               | Label              | Année |
| --------------------------------------------------- | ------------------ | ----- |
| Darwin                                              | Throne of Blood    | 2010  |
| 313 / The Winter                                    | Traveller Records  | 2010  |
| Vision of Love                                      | Feel My Bicep      | 2012  |
| Getcha Boi                                          | Feel My Bicep      | 2012  |
| Bicep / Unknown Artist - Make Love in Public Places | Love Fever Records | 2012  |
| Vision of Love                                      | KMS                | 2013  |
| Satisfy                                             | Feel My Bicep      | 2013  |
| Simian Mobile Disco & Bicep - Sacrifice             | Delicacies         | 2013  |
| Bicep & Midland - D-Mil (Club & Dub)                | Feel My Bicep      | 2014  |
| Bicep, Hammer - Lyk Lyk                             | Feel My Bicep      | 2014  |
| Satisfy Remixes                                     | Feel My Bicep      | 2014  |
| Bicep, Hammer - Dahlia                              | Feel My Bicep      | 2015  |
| Just                                                | AUS Records        | 2015  |
| Aura                                                | Ninja Tune         | 2017  |
| Glue                                                | Ninja Tune         | 2017  |
| Vale                                                | Ninja Tune         | 2017  |
| Atlas                                               | Ninja Tune         | 2020  |
| Apricots                                            | Ninja Tune         | 2020  |
| Saku (feat. Clara La San)                           | Ninja Tune         | 2020  |
| Sundial                                             | Ninja Tune         | 2021  |